# Cătălina (okręg Kluż)
Cătălina – wieś w Rumunii, w okręgu Kluż, w gminie Panticeu. W 2011 roku liczyła 100 mieszkańców.